# Toyota C-HR
O C-HR (Coupé High Rider) é um crossover compacto da Toyota, lançado em 2016 no Salão Automóvel de Genebra.
O Toyota C-HR é vendido em versões com tração dianteira ou tração integral. Contando com três opções de motorização diferentes, sendo uma híbrida de 122cv.